# Scotichronicon

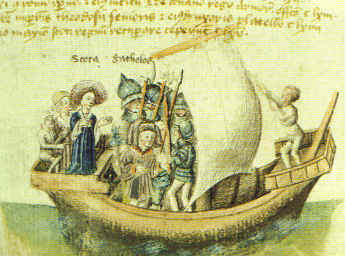
Scota (a sinistra) con Goídel Glas in viaggio Egitto in un'incisione su un manoscritto del XV secolo dello Scotichronicon di Walter Bower: in questa versione Scota e Goídel Glas (latinizzato in Gaythelos) sono moglie e marito.

Lo Scotichronicon, Cronache degli Scoti, è un'opera letteraria del XV secolo, secondo la National Library of Scotland è «probabilmente la più importante opera sulla storia scozzese altomedievale», e fornisce sia una forte rappresentazione dell'identità nazionale scozzese sia una finestra sul mondo visto dai cronicisti medievali.
L'opera è stata scritta da Walter Bower nel 1440, su commissione di Sir David Stewart di Rosyth ed è la continuazione della Chronica gentis Scotorum, la "Cronaca del popolo scozzese", di Giovanni di Fordun.
L'opera completa, nella sua forma originale, consta di sedici libri, dei quali i primi cinque e la prima parte del sesto (che narrano fino al 1163) sono stati scritti da Fordun, o principalmente da lui, dato che Bower ha fatto alcune aggiunte. Nei libri successivi fino al regno di Roberto I di Scozia (1371), si è basato sulle Gesta Annalia di Fordun, poi da questo punto tutto il resto è stato scritto da Bower che arriva a narrare anche la storia a lui contemporanea, specialmente il regno di Giacomo I di Scozia, che viene narrato fino alla sua morte. Il testo termina narrando fino al 1447.
Bower creò anche una versione ridotta dello Scotichronicon negli ultimi due anni della sua vita, conosciuta come "Libro di Cupar", che è stato conservato nella Advocates' Library di Edimburgo. Oltre a questa versione ridotta, ne venne fatta un altre quasi nello stesso periodo, ma non da Bower: una attorno al 1450 scritta forse da Patrick Russell, un certosino di Perth, e un'altra del 1461 il cui autore è sconosciuto, conservate anch'esse nella Advocates' Library. Vennero scritte altre copie del testo completo dello Scotichronicon, da diversi scrittori, ancora conservate: due sono conservate nella British Library; una nella Advocates' Library, da cui Walter Goodall stampò la sua prima edizione a Edimburgo nel 1759; e una nella biblioteca del Corpus Christi College di Cambridge.